# Caravansérail d'Izadkhvast
Le caravansérail d'Izadkhvast (en persan : کاروانسرای ایزدخواست) apparaît au XVIIe siècle près de la ville d'Izadkhvast et du château d'Izadkhvast dans la province du Fars en Iran. Il est utilisé par les caravaniers et les voyageurs lors de leurs déplacements commerciaux le long des routes de la soie entre Chiraz et Ispahan. Il figure dans la Liste des monuments nationaux d'Iran dans laquelle il est enregistré sous le n°1112. Le 9 août 2007, il a été ajouté à la liste indicative du patrimoine mondial de l'UNESCO.

## Inscrit sur la liste du patrimoine mondial
Le 26 septembre 2023, lors de la 45e session du Comité du patrimoine mondial à Ryad, 54 caravansérails situés dans 24 provinces d'Iran, parmi lesquels le caravansérail d'Izadkhvast, ont été répertoriés comme Patrimoine mondial. Cette collection mondiale est la 27e édition consacrée à l'Iran reprise dans Liste du patrimoine mondial en Iran,.

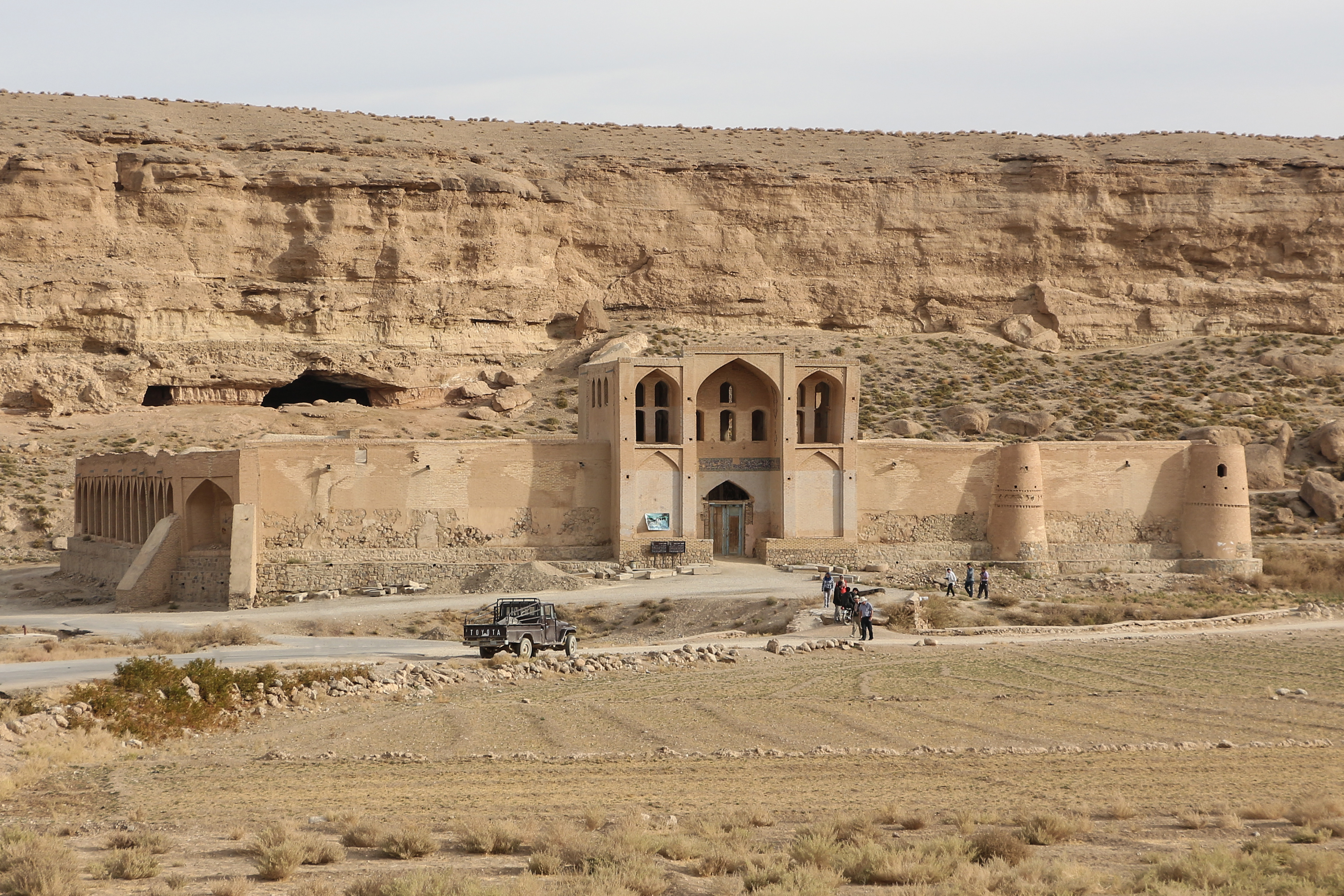
Le caravansérail d'Izadkhast.

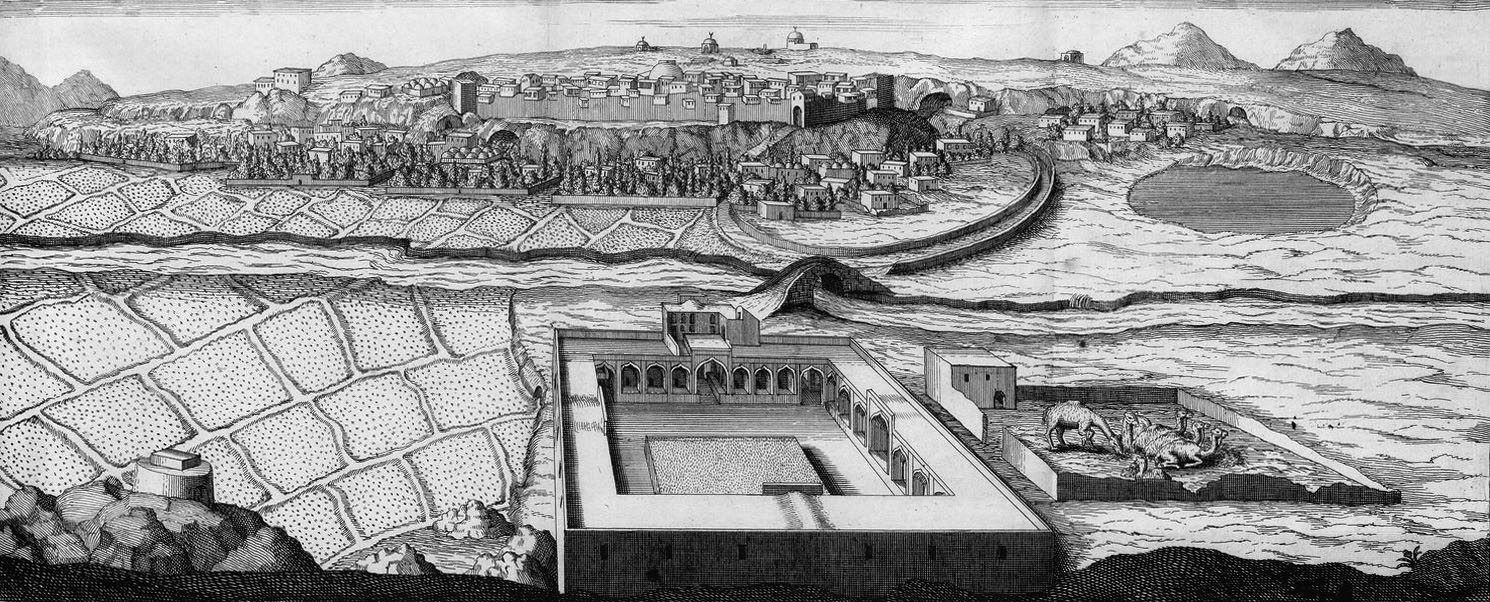
Jean Chardin (1643–1713) : Izadkhast